# Московский международный кинофестиваль 2002
XXIV Московский международный кинофестиваль проходил с 21 по 30 июня 2002 года. В качестве почётных гостей фестиваль посетили такие звёзды мирового кино, как актёры Харви Кейтель, Холли Хантер, Клаус Мария Брандауэр и Жаклин Биссет, а также режиссёры Атом Эгоян, Боб Рэфелсон, Жан-Марк Барр, Кшиштоф Занусси и Ежи Кавалерович.

## Жюри
Председатель жюри:
- Чингиз Айтматов, прозаик, сценарист (Кыргызстан)

Состав жюри:
- Фрут Чэнь Го[англ.] — режиссёр (Китай)
- Рахшан Бани-Этемад — режиссёр, продюсер (Иран)
- Джессика Хаузнер — режиссёр (Австрия)
- Доминик Борг — художник по костюмам (Франция)
- Йос Стеллинг — режиссёр (Нидерланды)
- Рэнда Хейнс — режиссёр (США)
- Карен Шахназаров — режиссёр, сценарист, продюсер (Россия)

## Фильмы-участники
- «Воскресение» — Resurrezione (Франция — Италия, режиссёр Паоло и Витторио Тавиани)
- «Всё кувырком» — En kort en lang (Дания — ФРГ, режиссёр Хелла Йооф)
- «Дом на Турецкой улице» — No Good Deed (ФРГ — Канада — США, режиссёр Боб Рейфелсон)
- «Дополнение» — Suplement (Польша, режиссёр Кшиштоф Занусси)
- «Зов земли» — Aye zohaye zamin (Иран, режиссёр Вахид Мусаян)
- «Кукушка» — Kukushka (Россия, режиссёр Александр Рогожкин)
- «Ни вздоха, ни смеха» — Hengittamatta & nauramatta (Финляндия, режиссёр Саара Саарела)
- «Одиночество крови» — Odinochestvo krovi (Россия, режиссёр Роман Прыгунов)
- «Проклятые» — Zatraceni (Чехия, режиссёр Дан Сватек)
- «Седьмое солнце любви» — O evdomos ilios tu erota (Греция, режиссёр Вангелис Сердарис)
- «Сердце медведицы» — Karu suda (Эстония — Россия — ФРГ — Чехия, режиссёр Арво Ихо)
- «Синева» — Blue (Япония, режиссёр Хироси Андо)
- «Тайная жизнь» — Uma vida em segredo (Бразилия, режиссёр Сузана Амарал)
- «Торжество Едермана» — Jedermanns fest (Австрия, режиссёр Фриц Ленер)
- «Чеховские мотивы» — Chekhovskie motivy (Россия — Украина, режиссёр Кира Муратова)

## Награды
«Золотой Георгий»
- «Воскресение» / Resuprezione (реж. Паоло и Витторио Тавиани, Италия-Франция)

«Серебряный Георгий»
- Режиссёр Александр Рогожкин («Кукушка» / Kukushka, Россия)
- Актёр Вилле Хаапасало («Кукушка» / Kukushka, Россия)
- Актриса Микако Итикава («Синева» / Blue, Япония)

Специальный приз жюри
- «Зов земли» / Aye zohaye zamin (Иран, реж. Вахид Мусаян)

Специальный приз «Верю. Константин Станиславский»
- Актёр Харви Кейтель (США)

Премия ФИПРЕССИ
- «Кукушка» / Kukushka (режиссёр Александр Рогожкин, Россия)

Специальное упоминание жюри ФИПРЕССИ
- «Дополнение» / Suplement (реж. Кшиштоф Занусси, Польша)